# Albert Falco
Albert Falco (17 de octubre de 1927 – 21 de abril de 2012) fue un veterano de submarinismo y conservacionista submarino. Fue uno de los compañeros de Jacques Cousteau, capitán de RV Calypso. Vivió en Francia y fue un activo mediambientalista marino. Tuvo diferentes papeles en las famosas películas de Cousteau como El mundo del silencio (Le monde du silence) (1956), El mundo sin sol (Le monde sans soleil) (1964) y Voyage to the Edge of the World (1976).  Falco escribió el libro de no ficción, Capitaine de La Calypso.